# Rosaura Barahona
Rosaura del Pilar Teresita Barahona Aguayo, más conocida solamente como Rosaura Barahona (Ciudad de México, 12 de octubre de 1942-Monterrey, 21 de octubre de 2017) fue una periodista, escritora feminista y académica mexicana.

## Vida
Barahona nació el 12 de octubre de 1942 en la Ciudad de México, fue hija de Gudelia Aguayo y Arturo Barahona González. Obtuvo su licenciatura en lenguas y literatura moderna en el Instituto Tecnológico de Estudios Superiores de Monterrey y posteriormente estudió cine en la Escuela Oficial de Cine en Madrid. Se casó con el académico y crítico Roberto Escamilla, con quien tuvo tres hijos, Roberta, Corina y José Roberto. Fue hospitalizada por una infección pulmonar y llevada a cirugía en Doctors Hospital en Monterrey, donde días después falleció después de pedir de su tipo de sangre (A+).

## Ámbito literario
Barahona escribió un gran número de artículos en varias revistas y periódicos, pero fue más conocida por su trabajo en el periódico "La Prensa" en Honduras, así como sus publicaciones en "El Norte" en Monterrey. Fue editora desde 1993 hasta el día de su muerte. Escribió sobre problemas sociales, corrupción y violencia sexual; la mayoría de sus publicaciones trataban sobre injusticia de alguna u otra forma. Fue feminista y contaba las costumbres y tradiciones a las que se sometían las mujeres. Su estilo de escritura como periodista mostró su entrenamiento como educadora.

## Ámbito académico
Barahona fue profesora por 29 años, enseñó en el Instituto Tecnológico de Estudios Superiores de Monterrey, donde también fungió como directora en el departamento de Humanidades y Letras Españolas en el año de 1999. Impartió varias conferencias, fue entrenadora y consultante en la Organización de Bachillerato Internacional para Latinoamérica. Se le reconoce por ser la impulsora en el Tecnológico de Monterrey de la emisión de títulos profesionales en femenino, esto convirtió al Tec en la primera institución de estudios superiores en Latinoamérica en hacerlo, antes de 1978, todos los títulos se emitían en masculino. 

## Obras selectas
- 1984, Barahona, Rosaura y Fabricio Vanden Broeck. El pescador de estrellas Fernández: México.
- 1984, Barahona Aguayo, Rosaura. ¿Por qué no Ferlos o Cardo? Editorial Oasis: México.
- 1994, Barahona Aguayo, Rosaura. Abecedario para niñas solitarias. Ediciones Castillo: Monterrey, México.
- 1996, Barahona Aguayo, Rosaura; Héctor Jaime Treviño Villarreal; y Hugo Valdés Manríquez. --Y ellos hicieron la historia: las familias regiomontanas Patronato Monterrey 400—Ediciones Castillo: Monterrey, México.
- 2008, Barahona Aguayo, Rosaura. "El varón visto desde los ojos de la mujer". Cuadernos de espiritualidad ignaciana No. 171 (Sept.-Oct.), p. 36-40.
- 2012, Barahona Aguayo, Rosaura.Pupilas de espejo y otros textos. Universidad Autónoma de Nuevo León—Fondo Editorial de Nuevo León: Monterrey, México.

También adaptó Eva sin Paraíso y El destierro para el teatro.